# خورخي ريكو فاسكيز
خورخي ريكو فاسكيز (بالإسبانية: Jorge Rico Vázquez)‏ هو لاعب كرة قدم إسباني، ولد في 30 أغسطس 1996 في إسبانيا. لعب مع نادي ألكوركون.

## وصلات خارجية
- خورخي ريكو فاسكيز على موقع قاعدة بيانات كرة القدم.إي يو (الإنجليزية)
- خورخي ريكو فاسكيز على موقع Soccerway.com (الإنجليزية)